# Chibchea tunebo
Chibchea tunebo là một loài nhện trong họ Pholcidae. Loài này được phát hiện ở Venezuela.